# Zab Maboungou
Zab Maboungou est une danseuse, écrivaine et chorégraphe canadienne.  

## Biographie
Zab Maboungou naît à Paris (France) et passe son enfance au Congo,. Elle retourne en France en 1969 pour suivre des études de philosophie et danser pour différentes troupes universitaires de danse africaine, puis s’installe au Canada en 1973. En 1986, elle fonde à Montréal la compagnie Danse Nyata Nyata.
Elle est lauréate du prix de la danse de Montréal en 2015. Maboungou soutient la danse et les arts du spectacle d'Afrique et de sa diaspora, ce qui lui vaut plusieurs prix, notamment lors du cinquième colloque annuel de Kriye Bòde sur la danse et le tambour haïtiens au Alvin Ailey American Dance Theater. Depuis 2004, la compagnie Danse Nyata Nyata dispense un programme d'entraînement et de formation artistique et professionnel en danse africaine (PEFAPDA) d’une durée de deux ans,. Depuis 2015, Zab Maboungou et la Compagnie Danse Nyata Nyata sont membres du Comité international en danse de l’UNESCO. En mai 2019, Maboungou est nommée à l'ordre des arts et des lettres du Québec.
En février 2020, Maboungou reçoit le prix du Gouverneur général pour les arts du spectacle.

## Carrière

### Danse
- 1993 : Réverdanse
- 1997 : Mozongi
- 1999 : Incantation
- 2005 : Lwáza
- 2006 : Nsamu
- 2007 : Décompte
- 2009 : Gestes Dé/libérés
- 2010 : Montréal by Night
- 2018 : Wamunzo

### Ouvrage
- 2005 : Heya... danse ! Historique, poétique et didactique de la danse africaine, CIDIHCA, Montréal, Canada

## Récompenses et distinctions
- 1999 : « Grand hommage », ministère de la Culture du Cameroun[1]
- 2003 : « Pionnière de la danse africaine au Canada », Dance Immersion, Toronto
- 2015 : Prix de la danse de Montréal, Grand Prix du Conseil des arts de Montréal pour la diversité culturelle en danse
- 2019 : Compagne de l'Ordre des arts et des lettres du Québec[10]
- 2020 : Prix du Gouverneur général pour les arts du spectacle[11]